# Acetobacterium
Acetobacterium è un genere di batterio appartenente alla famiglia delle Eubacteriaceae.